# Croisière blanche

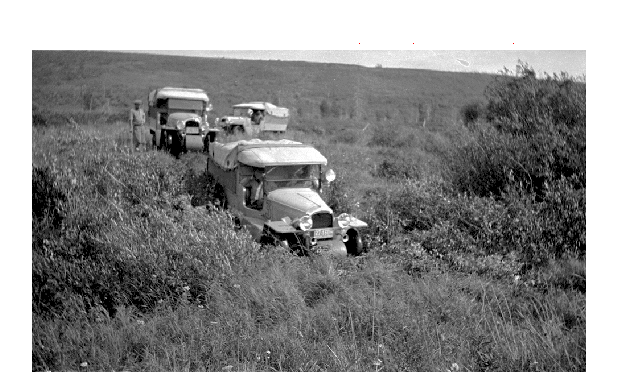
Trois des véhicules de l'expédition dans la région de la Rivière-de-la-Paix en août 1934.

La Croisière blanche ou Bedaux Sub-Arctic expedition (juillet 1934 - octobre 1934) fut le quatrième raid automobile organisé par André Citroën, à l'initiative de Charles Bedaux.

## Prémices

### Précédentes expéditions
Compte tenu des résultats médiatiques obtenus grâce aux succès de la Croisière noire et de la Croisière jaune, André Citroën était très tenté de renouveler un exploit comparable sur le continent américain.

### Projet
L’initiative revient à Charles Bedaux. Il peine à convaincre les autorités canadiennes. Il donne alors une caution scientifique à son expédition en recrutant un géologue et un cartographe. Il fait appel à André Citroën pour la fourniture des véhicules. Cinq semi-chenillées Citroën Kégresse P17 sont mises à disposition, qui sont prêtes à Paris au début d’avril 1934 pour être expédiées au Canada.

## Expédition

### Équipage
Le convoi est composé de :
- cinq semi-chenillées Citroën Kégresse P17 ;
- deux limousines ;
- 130 chevaux ;
- plus de 20 000 kg de pièces de rechange et de provisions ;
- environ 200 kg de livres et diverses boîtes et valises contenant les vêtements de Bedaux et de ses proches[3].

L'équipage comprend :
- Charles Bedaux ;
- sa femme ;
- un valet ;
- la gouvernante du couple ;
- la maîtresse de Bedaux ;
- 2 géographes ;
- 1 géologue ;
- une équipe de tournage ;
- 50 cow-boys qui devaient s’occuper des chevaux[3].

### Départ
L'expédition est lancée le 1er juillet 1934 sous le nom de « Bedaux Sub-Arctic expedition ».
Le départ a lieu à Edmonton. Le but est de rejoindre Telegraph Creek. La caravane est composée de 27 hommes et 3 femmes, 5 autochenilles Citroën-Kégresse du dernier modèle munies de skis et une centaine de chevaux.

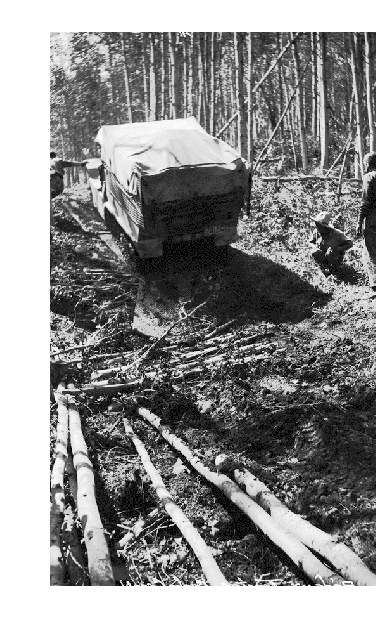
Une des Citroën de la Croisière blanche près de Cache Creek.

### Déroulement
L’expédition suit les pistes amérindiennes dans une région inexplorée, excepté par les chercheurs d’or. Elle parcourt 1 700 km mais rencontre de nombreuses difficultés liées au climat : pluies diluviennes, glissement de terrain, coulées de boue et tempêtes de neige.
Bedaux abandonne les Citroën une à une. Deux véhicules tombent d'une falaise de 30 m. Un autre s'est retrouvé dans un banc de sable. Les deux Citroën restantes ont été abandonnées dans un ranch près de la rivière Halfway.

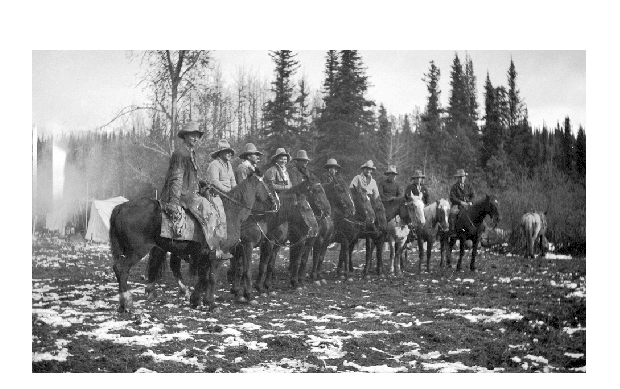
Photographie des participants de la Croisière blanche à cheval.

### Retour
Le groupe continue à cheval, mais en septembre 1934, Bedaux a finalement arrêté l’expédition, à quelques kilomètres de Telegraph Creek.  L’hiver approchait à grands pas et les chevaux du groupe mouraient de maladie.

## Postérité

### Véhicules
Les véhicules à chenilles abandonnés près de Whitewater Post ont été retrouvés dans les années 1940 lors de la construction de la route 97 de l’Alaska.
L’un des semi-chenillés a été acquis par le Western Development Museum.
Récupérées au Canada par Marie et Etienne Christian, trois épaves de la Croisière Blanche sont revenues en France. L’une d’elles a été exposée à Rouen en 2009.

### Travaux
La route de l’Alaska a été construite en quelques années, non loin du chemin original tracé par Charles Bedaux.

### Documentaire
L’intérêt pour l’expédition Bedaux s’est renouvelé ces derniers temps ans par la diffusion d’images filmées récupérées du voyage.
Au milieu des années 1980, le matériel cinématographique de l’expédition, que l’on croyait perdu, a été retrouvé dans un sous-sol à Paris. En 1995, un documentaire sur la vie de Charles Bedaux est réalisé sur la base de ce matériel, dans lequel la Croisière Blanche est également abordée. Probablement basé sur la forte consommation de champagne pendant l’expédition, le film s’intitule « The Champagne Safari ».

### Hommages
En 2019, une expédition partie en exploration rend hommage à l'équipe de Bedaux.